# Luzaga
Luzaga é um município da Espanha na província de Guadalajara, comunidade autónoma de Castilla-La Mancha, de área 30 km² com população de 94 habitantes (2007) e densidade populacional de 3,63 hab/km².

## Demografia
| Variação demográfica do município entre 1991 e 2004 | Variação demográfica do município entre 1991 e 2004 | Variação demográfica do município entre 1991 e 2004 | Variação demográfica do município entre 1991 e 2004 |
| --------------------------------------------------- | --------------------------------------------------- | --------------------------------------------------- | --------------------------------------------------- |
| 1991                                                | 1996                                                | 2001                                                | 2004                                                |
| 113                                                 | 124                                                 | 99                                                  | 106                                                 |